# Force aérienne impériale du Mandchoukouo

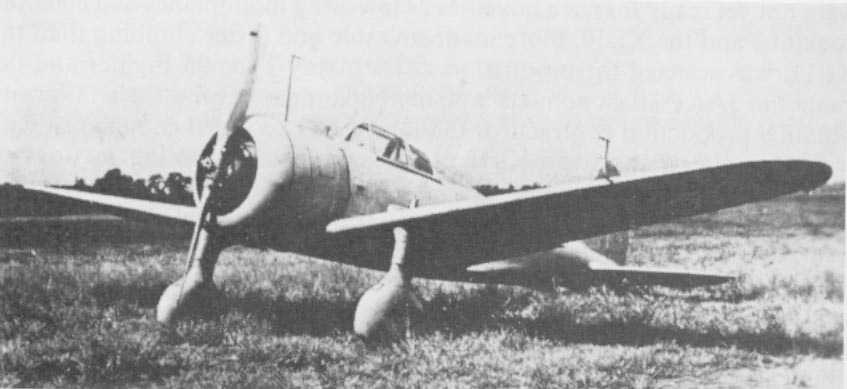
Un Nakajima Ki-27, le chasseur le plus utilisé par l'armée de l'air impériale du Mandchoukouo.

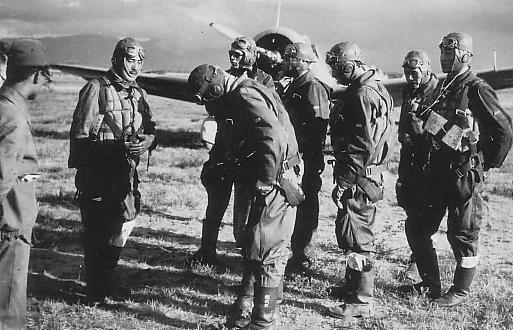
Pilotes de l'armée de l'air du Mandchoukouo.

La Force aérienne impériale du Mandchoukouo (en chinois : 大満州帝国空軍, pinyin : Dà Mǎnzhōu Dìguó Kōngjūn) est la force aérienne de l'empire du Mandchoukouo, contrôlé par le Japon, établi en février 1937 avec 30 hommes sélectionnés de l'armée impériale du Mandchoukouo et entrainés à l'arsenal aérien de l'armée japonaise du Guandong à Harbin. Le prédécesseur officiel de cette force aérienne est la compagnie de transport aérien du Mandchoukouo (plus tard renommée compagnie aérienne nationale du Mandchoukouo) un transporteur aérien paramilitaire formé en 1931, qui effectuait des missions de transport et de reconnaissance pour l'armée japonaise.

## Histoire
La première unité aérienne du Mandchoukouo est formée sur le terrain d'aviation de Xinjing, sous le commandement du 1er lieutenant Uta, et n'a au départ qu'un seul avion : un biplan Nieuport-Delage NiD.29 français. Des bombardiers légers Kawasaki Type 88 (KDA-2) et des chasseurs Nakajima Type 91 sont plus tard transférés du Japon.
Une seconde unité aérienne est formée au Fengtian et une troisième à Harbin en 1938-1939. En juillet 1940, un quartier-général de défense aérienne est créé à Hsinking.
À l'origine, seuls des pilotes et équipes au sol japonaises sont déployés. Après 1940, les Japonais autorisent les natifs d'ethnie mandchou à recevoir une formation de pilote. Le 30 août 1940, une école d'aviation est établie au Fengtian pour former les pilotes militaires et civils. Le programme de formation subit un important revers en janvier 1941, quand une centaine de cadets pilotes se rebellent et partent avec leurs appareils pour rejoindre les armées de volontaires anti-japonaises après avoir tué leurs instructeurs. En septembre et octobre 1942, l'école reçoit plus de vingt avions d'entraînement, dont des Tachikawa Ki-9 (en), des Tachikawa Ki-55 (en) et des Nakajima Ki-27.
De plus, une section de transport avec trois avions de passagers Nakajima Ki-34 est établie pour les besoins de la cour impériale du Mandchoukouo. Des Junkers Ju-86Z-2, des Tachikawa Ki-54 et des Manshū Hayabusa supplémentaires sont fournis par le gouvernement pour les nécessités de transport.
À partir de 1944, l'armée de l'air impériale du Mandchoukouo passe sous le commandement de la 2e armée aérienne japonaise. À ce moment, la force dispose d'environ 100 à 120 avions de combat. A la fin de la guerre, l'aviation du Mandchoukouo disposait de 240 avions de combat.
De 1941 jusqu'à la fin de la Seconde Guerre mondiale, le principal appareil de l'armée de l'air impériale du Mandchoukouo est le chasseur léger Nakajima Ki-27b « Nate ». L'argent pour acheter ces chasseurs avaient été « donné » par diverses compagnies du Mandchoukouo. Composé principalement de chasseurs, le seul bombardier tactique du Mandchoukouo durant la guerre est le Kawasaki Ki-32.
L'armée de l'air du Mandchoukouo demande des chasseurs/intercepteurs Nakajima Ki-43 IIa Hayabusa « Oscar » Type 1 et des Nakajima Ki-44 IIb Shoki « Tojo » Type 2 au Japon début 1945. Cependant, ces avions avancés ne sont fournis qu'en très petites quantités.
Comme les raids aériens américains sur le Mandchoukouo deviennent de plus en plus fréquents vers la fin de la guerre, l'armée de l'air impériale du Mandchoukouo adopte des tactiques kamikazes, avec une première attaque réussie en plein vol (par un Ki-27) sur un bombardier B-29 Superfortress en décembre 1944. L'armée de l'air du Mandchoukouo souffre aussi d'un manque chronique de carburant car l'aviation militaire japonaise est prioritaire pour les approvisionnements.
En 1945, les raids aériens américains contre la Mandchourie baissent d'intensité, mais la menace d'une invasion soviétique augmente. L'armée de l'air du Mandchoukouo adopte alors des tactiques d'attaque au sol de véhicules blindés. Durant l'invasion soviétique de la Mandchourie, la 2e armée aérienne japonaise ordonne à l'armée de l'air du Mandchoukouo d'effectuer des attaques suicides contre les tanks soviétiques. La guerre finit cependant avant que ces plans d'attaque ne soient mis en œuvre.